# Французский Иностранный легион
Французский Иностранный легион или Иностранный легион (фр. Légion étrangère) — войсковое соединение, входящее в состав сухопутных войск Франции и комплектуемое преимущественно из иностранцев. Образован 9 марта 1831 года по указу короля Франции Луи-Филиппа I как подразделение, предназначенное для участия в боевых действиях исключительно за пределами Франции. С момента образования и по настоящее время легион подчиняется исключительно главе французского государства.
В отдельные периоды своей истории легион насчитывал свыше сорока тысяч человек личного состава. Так, в августе 1914 года 5 маршевых полков Иностранного легиона насчитывали 42 883 добровольца, представителей более чем 52 национальностей. По состоянию на 2018 год около 8900 человек из более чем 100 стран проходят службу в 11 полках легиона.

## История

### Образование
Французский Иностранный легион был учреждён в соответствии с указом короля Луи-Филиппа I от 9 марта 1831 года (фр. la Loi du 9 mars 1831) на основе нескольких полков-предшественников. Одним из этих полков был так называемый «Полк Гогенлоэ» (фр. Régiment de Hohenlohe) под командованием немецкого князя и французского маршала Людвига Алоиза фон Гогенлоэ, воевавший за роялистов в Революционных войнах и позже служивший французскому королю Карлу X.
Поводом для учреждения Иностранного легиона стала необходимость пополнения личного состава армии Франции, которая вела боевые действия в Северной Африке и намеревалась покорить Алжир. Король Луи Филипп I решил привлечь к службе многочисленных иностранцев, осевших в стране (итальянцы, швейцарцы, испанцы и т. д.), а также граждан Франции, у которых были серьёзные проблемы с законом. Используя Иностранный легион, король мог гипотетически решить две проблемы — создать серию боеспособных воинских формирований, костяк которых составляли граждане, готовые на очень многое ради второго шанса в жизни, а также зачистить страну от нежелательных элементов. Офицерами в новом легионе были чины бывшей армии императора Наполеона Бонапарта. В королевском указе оговаривались несколько важнейших элементов, среди которых было использование легиона исключительно за пределами Франции. В легион могли принять абсолютно любого боеспособного человека: вербовщики никогда не задавали вопросы о его прошлом, а служба иностранца в легионе позволяла ему вернуться на гражданскую службу с новой биографией и новыми документами, в которых не было никакого намёка на возможные былые преступления.

### Кампании
После покорения Алжира в 1847 году услуги легионеров остались и далее востребованными. Так, он участвовал в Крымской войне, приняв в ноябре 1854 года участие в битве под Инкерманом. За всё время боёв под Севастополем оба пехотных полка потеряли 12 офицеров убитыми и 66 ранеными, а также 1625 солдат убитыми и ранеными. Среди погибших был и командир 1-го Иностранного полка полковник Рафаэль Вьено, погибший в бою на редуте Шварца 2 мая 1855 года (в том бою англо-французские войска потеряли 118 убитыми и 480 ранеными, причём треть составили легионеры; из 18 офицеров 1-го полка убитыми и ранеными потеряны 14 человек).
В дальнейшем Легион был задействован в большинстве французских колониальных войн, а также в миссиях по поддержанию мира. Днём славы Иностранного легиона стало 30 апреля 1863 года, когда во время Мексиканской экспедиции произошло сражение при Камероне. Перед ротой легионеров под командованием капитана Жана Данжу была поставлена задача разведать окрестности Пало Верде в ожидании конвоя с орудиями, приспособлениями для осады и тремя миллионами франков наличными, предназначавшимися для французских войск, осаждавших Пуэблу. Выдвинувшись после полуночи 30 апреля, легионеры столкнулись с мексиканцами утром того же дня. Осознавая неоспоримое преимущество мексиканцев (1200 пехотинцев и 800 кавалеристов) капитан Данжу со своими людьми занял здание в деревушке под названием Камарон. Чтобы обеспечить безопасность конвоя, мексиканцев было необходимо удержать любой ценой. Зная, что они обречены и спасти их может только чудо, легионеры дали слово стоять до конца. Более десяти часов они противостояли армии мексиканцев. Несмотря на предложения сдаться, легионеры предпочли смерть бесславному плену. Их самопожертвование позволило конвою беспрепятственно добраться до Пуэблы. Вскоре несколько выживших легионеров сдались в плен: мексиканцы, оказав им медицинскую помощь, отпустили их вместе с оружием и деревянным протезом руки погибшего капитана Данжу.
Долгое время Легион нёс службу в Африке, участвуя регулярно в боевых действиях (в Марокко, Сахаре и на Мадагаскаре), но также отличился в сражениях на Дальнем Востоке. В частности, в Сайгоне легионеры сражались против местных разбойничьих банд под названием «чёрные флаги».
Невзирая на положение указа Луи-Филиппа об использовании Легиона исключительно за границами Франции, ему пришлось вступить в сражения против германских частей на территории своего государства во время франко-прусской войны 1870—1871 годов. В частности, 22 августа 1870 года в составе Легиона был образован так называемый 5-й иностранный батальон, в качестве штаба которого был выбран Тур. Батальон участвовал в сражении за Орлеан, где потерял до двух третей убитыми.
Легион участвовал в обеих мировых войнах: в Первой мировой войне легионеры снова сражались собственно на территории Франции против германских частей, а во Вторую мировую войну легионеры воевали в Северной Африке против немецких войск и их союзников. После оккупации Франции немцами легион фактически оказался разделён на две части: на сторонников Сопротивления и на сторонников режима Виши. Однако в ходе операции «Факел», проведённой американскими войсками в Северной Африке, вишисты фактически не оказали сопротивления американцам и были разоружены.
В послевоенные годы ряд распределённых новобранцев направлялся из Марселя в Оран, а оттуда прибывали в Марокко, в гарнизон Мекнеса, где тогда нёс службу 2-й иностранный пехотный полк.
Легион участвовал в Индокитайской войне, в которой понёс большие потери. Так, в 1954 году французы потерпели поражение в битве при Дьенбьенфу, в ходе которой погибло много легионеров.
В отдельные периоды истории численность Французского Иностранного легиона достигала 40 тысяч человек. Всего под зелёно-красным флагом Иностранного легиона с основания до конца 1980-х годов служило более 600 000 человек со всего мира. Согласно речи полковника Морельона (Morellon), за это время свыше 36 000 легионеров пало в бою.
Иностранный легион принимал участие в войнах и операциях в следующих местах:
- Французский Алжир: 1831—1882
- Испания: 1835—1839
- Крымская война: 1853—1856
- Италия: 1859
- Франко-мексиканская война (в том числе, сражение при Камероне): 1863—1867
- Южный Оран (Алжир)[13]: 1882—1907
- Тонкин (Вьетнам)[14]: 1883—1910
- Формоза (Тайвань)[13]: 1885
- Дагомея: 1892—1894
- Судан[13]: 1893—1894
- Мадагаскар[14]: 1895—1901
- Марокко[13]: 1907—1914
- Первая мировая война: 1914—1918
- Ближний Восток: 1914—1918
- Тонкин (Вьетнам)[13]: 1914—1940

- Марокко[13]: 1920—1935
- Национально-освободительное восстание в Сирии: 1925—1927
- Вторая мировая война: 1939—1945
- Индокитайская война: 1945—1954[фр.]
- Мадагаскарское восстание: 1947—1950
- Война за независимость Туниса: 1952—1954
- Война за независимость Марокко: 1953—1956
- Алжир: 1954—1961
- Борьба с мятежниками в Заире[англ.][14]: 1978
- Ливан[14]: 1982—1983
- Война в Персидском заливе, захват иракского аэропорта Аль Салман: 1991
- Миротворческая операция ООН в Сомали, Босния: 1992—1996
- Косово[15]: 1999
- Мали: 2013
- Ирак: 2016

Легионеров неоднократно обвиняли в совершении многочисленных преступлений против гражданского населения. В частности, были свидетельства того, что во время покорения Алжира легионеры грабили города и деревни, вырезая население и жестоко расправляясь с теми, кто оказывал им сопротивление, а также насиловали местных женщин. Служившие в легионе русские эмигранты писали, что подобные зверства также совершались легионерами в 1920-е годы во время подавления восстаний в Сирии и Марокко. Во время Алжирской войны легионеры в ответ на атаки алжирских повстанцев, буквально сжигали целые деревни, не проявляя пощады к гражданским и убивая пленных. Хотя к совершению ряда преступлений были причастны и другие части регулярных войск Франции, французы пытались возложить ответственность за преступления в Алжирской войне исключительно на легионеров.

### Современность
Основные боевые задачи Легиона — это защита граждан Франции и союзных государств в экстремальных ситуациях, а также выполнение миротворческих миссий ООН. Легионеры, равно как и другие профессиональные солдаты, несут службу в горячих точках планеты — Джибути, ДР Конго, Французская Гвиана, Персидский Залив, Сомали, Югославия, Афганистан, Кот-д'Ивуар и так далее. Легион применяют там, где французское государство защищает свои интересы в рамках НАТО или Европейского союза, где Франция имеет исторические обязанности или где подвергаются опасности французские граждане. В соответствии с указом 1831 года он подчиняется только главе французского государства — в настоящее время Президенту Франции.
В наши дни легион используется преимущественно для предотвращения военных действий в рамках миссий под эгидой ООН или НАТО, для поддержания мира, для эвакуации людей из регионов войны, для оказания гуманитарной помощи, для восстановления инфраструктуры (например, в Ливане и после цунами 2004 года в Южно-восточной Азии). Наряду с этим легион готов к проведению спецопераций — в джунглях, в ночных условиях, в городской местности; операций по ликвидации террористов или по освобождению заложников.
Иностранный легион выполнял миссии в таких горячих точках, как Ирак, Афганистан (операция «Памир») и Мали (операция «Бархан»), действуя в рамках международных мандатов. В Мали легионеры участвовали в операции «Серваль», в рамках которой оказывали помощь правительству страны в борьбе против исламистских группировок, а также обеспечивали защиту французских граждан в стране. Операция длилась до 2014 года, после чего эту миссию передали другим французским частям в рамках новой операции «Бархан». В то же время некоторые из миссий Легиона остаются тайной: распространена версия, что в 2011 году французский Иностранный легион оказывал помощь ливийским повстанцам в борьбе против Муаммара Каддафи, однако её противники утверждают, что повстанцам помогали иные части вооружённых сил Франции. В Мали легионеры несли службу в составе французского контингента во время операций «Сервал» 2013—2014 годов по разгрому движения за Азавад, а также в операции «Бархан» с 2014 года по борьбе против местных террористических группировок. Также Легион оказывал поддержку правительству республики Джибути после провозглашения её независимости: в молодой республике находился полигон, на котором инструкторы тренировали бойцов из дружественных племён и некоторых легионеров. Помимо миссий в горячих точках, Легион участвует регулярно в операциях по борьбе против контрабандистов во Французской Гвиане, борьбе против нелегальной иммиграции на Майотте и охране военной базы в Новой Каледонии.
Легион имеет 9 бюро набора во Франции (PRLE), 1 центр предварительного отбора в Париже (PILE Nord und Centre de Présélection Nord) и центр подбора в Обане, которые работают круглосуточно. Вербовка для службы в Легионе во многих странах запрещена, поскольку по закону набор в Легион может происходить исключительно на добровольной основе. Записаться на службу можно, только зайдя в бюро набора во Франции и предоставив все документы.
В XXI веке подразделения легиона были дислоцированы в следующих местах:
- Континентальная Франция[22]
- Корсика[23]
- Куру[23] (Французская Гвиана)
- атолл Муруроа[24] (Тихий океан)
- Остров Майотта[23] (Коморские острова)
- ОАЭ[23] (Персидский залив)

22 июля 2009 года под Марселем во время учений с участием личного состава 1-го иностранного полка, проходивших в сильную жару, вспыхнул пожар, причиной которого стали трассирующие патроны, используемые бойцами полка на учебных стрельбах. В результате пожара огнём были охвачены около 1100 га окрестностей Марселя. Только усилиями пожарных команд удалось избежать человеческих жертв. Местный префект Мишель Саппен назвал действия легионеров «идиотскими» и отметил, что подобные случаи происходили и раньше (в 2008 году на базе Канжер также вспыхнул пожар по вине солдат), а мэр Марселя Жан-Клод Годен осудил решение проводить учения в подобную погоду. Легионеры признали свою вину в пожаре, а полковник Бенуа Рояль признал, что решение о стрельбе трассирующими патронами было принято в нарушение приказов, и отстранил ответственного за проведение учений командира от военной службы.

## Организация и задачи
Численность Французского Иностранного легиона в наши дни составляет от 7,5 до 8 тысяч человек. Легион состоит из бронекавалерийских, пехотных, сапёрных подразделений и командования. В настоящее время Легион состоит из восьми полков (в том числе знаменитый 2-й парашютно-десантный, в состав которого входит спецназ Легиона GCP), одной 13-й полубригады и одного специального отряда, а также учебного полка.
В составе также есть «Пионеры Иностранного легиона» — церемониальное подразделение, которое открывает шествие Иностранного легиона на парадах. Пионеры (так во французской армии традиционно назывались сапёры) традиционно отращивают бороды, на парадах носят фартуки из бычьей шкуры и несут на плечах топорики.
- 1-й иностранный полк[англ.] (1er régiment étranger / 1er RE), расположен в г. Обань, в 15 км от г. Марсель (департамент Буш-дю-Рон). На территории этого полка расположено командование Иностранного легиона (COMLE).
- 1-й иностранный кавалерийский полк[англ.] (1er régiment étranger de cavalerie / 1er REC), расположен в г. Оранж (Orange) (департамент Воклюз). Входит в состав 6-й бронекавалерийской бригады. Изначально был создан в 1921 году на основе кавалерии армии П. Н. Врангеля[23].
- 1-й иностранный инженерный полк[англ.] (1er régiment étranger de génie / 1er REG), расположен на территории коммуны Лодан-Л’Ардуаз (департамент Воклюз). Входит в состав 6-й бронекавалерийской бригады.
- 2-й иностранный инженерный полк[англ.] (2e régiment étranger de génie / 2e REG), расположен на территории коммуны Сен-Кристоль (Saint-Christol) (департамент Воклюз). Входит в состав 27-й горнопехотной бригады (27e brigade d’infanterie de montagne).
- 2-й иностранный пехотный полк[англ.] (2e régiment étranger d'infanterie / 2e REI), расположен в г. Ним (Nîmes) (департамент Гар). Входит в состав 6-й бронекавалерийской бригады.
- 2-й иностранный парашютно-десантный полк[англ.] (2e régiment étranger de parachutistes / 2e REP), расположен в г. Кальви на о. Корсика (департамент Верхняя Корсика). Входит в состав 11-й воздушно-десантной бригады (11e brigade parachutiste). Первые воздушно-десантные подразделения, как, например, 1èr régiment étranger de parachutistes (1er REP), уже в 1948 были сформированы в Филипвилле (ныне Скикда, Алжир) и воевали в Индокитае.
- 3-й иностранный пехотный полк[англ.] (3e régiment étranger d'infanterie / 3e REI), расположен в г. Куру (Kourou), заморский департамент Французская Гвиана. Входит в состав сил СВ Франции в Гвиане (FAG — Forces armées en Guyane).
- 4-й иностранный учебный полк[англ.] (4e régiment étranger / 4e RE), расположен в городе Кастельнодари (Castelnaudary) (департамент Од), учебный полк Иностранного легиона.
- 13-я полубригада Иностранного легиона[англ.] (13e demi-brigade de Légion étrangère / 13e DBLE), расположена в Ларзаке.
- Отряд (деташемент) Иностранного легиона на Майотте[англ.] (Détachement de Légion étrangère de Mayotte / DLEM) на Коморских островах (о. Майотта, Индийский океан). Входит в состав сил СВ в южной зоне Индийского океана (FAZSOI — Forces armées de la zone sud de l’océan Indien).

Ранее существовавшие (расформированные) полки:
- 5-й иностранный пехотный полк[англ.] (5e régiment étranger d'infanterie / 5e REI);
- 1-й иностранный парашютно-десантный полк[англ.] (1er régiment étranger de parachutistes / 1er REP).

По оценкам французских источников на 2017 год, в Легионе проходили на тот момент службу от 7,5 до 8 тысяч солдат и офицеров 150 национальностей. В 2018 году легионеры составляли от 7 до 8 % личного состава СВ Франции. Универсальность Легиона как структуры позволяет использовать легионеров в качестве сил быстрого реагирования и сил специальных операций, а также привлекать к строительным и спасательным работам.

## Командиры
- 2009—2011: генерал Ален Букен[англ.] (фр. Alain Bouquin)
- 2011—2014: генерал Кристоф де Сен-Шама[англ.] (фр. Christophe de Saint-Chamas)
- 2014—2018: генерал Жан Морен[англ.] (фр. Jean Maurin)[27][28]
- 1 августа 2018 — 1 августа 2020: генерал Дени Мистраль (фр. Denis Mistral)[28][29]
- 1 августа 2020 — июль 2023: генерал Ален Ларде (фр. Alain Lardet)[29][30]
- Июль 2023 — н.в.: генерал Кирилл Ющенко (фр. Cyrille Youchtchenko)[30]

## Условия отбора в Легион

### Место отбора
Отбор кандидатов с момента образования Иностранного легиона ведётся исключительно на добровольной основе. Вербовка кандидатов на место в Легионе запрещена за пределами Франции, хотя в разных странах порой появляются рекламные объявления с соответствующими предложениями, не соответствующие реальному положению дел. В начале XX века добровольцы Легиона, которым предстояло нести службу в Северной Африке, проходили медицинское обследование в Марселе, а именно в форте Сен-Жан, который был одновременно пунктом найма и увольнения солдат ближневосточных гарнизонов. В дальнейшем этот форт стал одним из перевалочных пунктов на пути новобранцев Легиона в Северную Африку: оттуда после войны новобранцев доставляли в Африку как гражданские суда, так и корабли ВМС Франции.
Все новобранцы Легиона в начале XX века прибывали из Франции в форт Сен-Терез, откуда направлялись в Саиду или Сиди-Бель-Аббес для прохождения обучения и несения дальнейшей службы. Позже Сиди-Бель-Аббес стал центральной базой легиона. В 1962 году после того, как Франция признала независимость Алжира, ей пришлось вывести Легион из Северной Африки, и штаб легиона был перенесён в город Обань.
По состоянию на 2008 год во Франции находилось 11 вербовочных пунктов Легиона. В наши дни все желающие попасть в Легион отправляются в центр отбора в городе Обань, билет до которого из любого города Франции всегда является бесплатным. Также пройти отбор в Легион можно в парижском Форт-де-Ножан, центральном вербовочном пункте.

### Уголовное прошлое
В начале истории Легиона личность добровольцев проверяли в лучшем случае поверхностно, за счёт чего многие преступники смогли путём вступления в легион скрыться от преследования. Считалось, что военнослужащих Иностранного легиона не могли выдать ни одному иностранному государству, а от легионеров в те годы не требовали предоставлять подробную информацию о своём прошлом. Это привело к рождению мифа о том, что Иностранный легион не только принимает любых преступников в свои ряды, но и помогает им скрыться от правосудия. Отслужившие в Иностранном легионе в начале XX века (в частности, Эрнст Юнгер) писали, что он тогда считался местом «для грабителей и бродяг», где обходились грубо с военнослужащими и придирались по любому поводу за «жалкие несколько су в день». После Второй мировой войны подобным правом «на забвение» пользовались не только обычные беглые преступники и разбойники, но и бойцы вермахта и Ваффен-СС, гестаповцы, военные из стран-союзников Третьего рейха и коллаборационисты из стран Европы, которые стремились путём вступления в ряды Легиона избежать уголовной ответственности за совершённые ими в войну преступления. Также долгое время ходили слухи, что представители легиона неоднократно посещали тюрьмы и лагеря военнопленных, предлагая узникам заключить контракт с Легионом в обмен на немедленное освобождение и шанс начать новую жизнь. В частности, о вербовке немецких военнопленных писал Гюнтер Галле.
В 1920-е годы стали иметь место случаи, когда Легион стал нарушать практику не выдавать уголовных преступников. По свидетельствам одного русского легионера поручика Д., записанным Николаем Рыбинским для белградского журнала «Новое время», в присутствии легионера был арестован солдат, которому оставалось несколько месяцев до конца службы: выяснилось, что он укрылся под вымышленной фамилией, а степень совершённых им преступлений была такова, что его заковали в кандалы и вывели под усиленным конвоем. В настоящее время всех желающих вступить в Легион проверяют по базе данных Интерпола: лиц, имевших судимость за мелкое хулиганство, пьяное вождение или причинение телесных повреждений средней тяжести, могут принять в Легион. Однако совершивших более серьёзные преступления (убийство, изнасилование или наркоторговля) немедленно исключают из списка кандидатов и передают полиции при первой же возможности. Досье на каждого кандидата может собирать офицер службы безопасности легиона, который неофициально выезжает в страну, откуда прибывают кандидаты, и собирает на каждого потенциального легионера досье. Если у кандидата есть какая-либо судимость, он обязан сообщить этот факт на собеседовании: в случае попытки сокрытия этого факта ему могут и вовсе отказать во вступлении.

### Возраст и сроки контрактов
В отличие от других французских военных подразделений, контракт на службу в легионе могут подписать только мужчины в возрасте от 17 до 40 лет (формально — от 17,5 до 39,5 лет), но от тех, кому не исполнилось 18 лет, требуется письменное согласие родителей или опекунов на подписание контракта. Женщины не имеют права проходить службу в Иностранном легионе: даже на должностях поваров в Легионе работают исключительно мужчины. Единственной женщиной, которая в порядке исключения несла службу в легионе, была британка Сьюзан Трэверс, имевшая звание адъютант-шефа и служившая в Легионе с середины 1940-х до середины 1950-х годов.
При вступлении в ряды Иностранного легиона новобранец заключает контракт сроком на 5 лет, из которых легионер должен отслужить минимум два года за пределами Франции. В течение первых четырёх месяцев новобранец может покинуть легион, если его не устраивают условия пребывания, но по прошествии этого срока он должен будет отработать контракт до конца. Все последующие контракты могут быть подписаны на срок от 6 месяцев до 5 лет. В течение первого контракта у легионера имеется возможность получить звание капрала, а впоследствии и сержанта.

### Этапы отбора
Желающий попасть в Легион должен предъявить свой паспорт в качестве документа, удостоверяющего личность (в качестве такового не принимаются водительские права). Из-за заведомо ложных слухов многие добровольцы, шедшие в Легион, не предоставляли свои оригинальные документы: некоторые и вовсе разрезали свой паспорт, считая, что это якобы одно из требований к кандидатам. Всем, кто участвует в отборе, выдаются спортивные костюмы, бритвенный набор, зубная щётка и паста, а также сменное бельё: во время отбора они проживают в казармах Легиона. Тренировки по физической подготовке они проводят на стадионе и в бассейне. У всех кандидатов обязательно изымают паспорта, а их контакт с внешним миром строго ограничивается. По свидетельствам очевидцев, в 1990-е годы из досуга кандидатам предлагались только телевизор и видеопроигрыватель с кассетами, на которых были записаны фильмы об Иностранном легионе, а из своей комнаты во время отбора они могли выйти либо на обед, либо на дополнительный медосмотр.
Долгое время ходил миф, что наличие хорошего физического здоровья и высокого интеллекта является основным, если не единственным критерием для отбора бойцов в Легион. В начале XX века состояние кандидата оценивали доктор, проводивший тщательное предварительное обследование, и комендант, которому доброволец мог по желанию рассказать о своих причинах вступления в Иностранный легион. Как правило, кандидатуры тех, кому по итогам обследования выносили вердикт usure générale (общая изношенность организма), сразу же отклонялись — достаточно часто общую изношенность организма наблюдали у возрастных кандидатов (в том числе и у тех, кто прежде служил в Легионе). Кандидаты, у которых были диагностированы серьёзные проблемы с сердцем, исключались одними из первых. В настоящее время в Легионе проводится доскональный медицинский осмотр, которым руководят начальник медицинской службы легиона в звании полковника и его помощник-переводчик. Помощник замеряет рост и вес новобранцев, а полковник узнаёт от них информацию о прежде перенесённых проблемах со здоровьем: обследование проводится вплоть до состояния зубов. В Легион не допускаются лица с хроническими осложнениями после хирургических операций, имеющие наркозависимость, больные онкологическими заболеваниями и имеющие другие серьёзные недуги.
После медицинского осмотра легионеры проходят тесты на физическую подготовку и выносливость, тест на интеллектуальное развитие и собеседование с офицерами службы безопасности, которое на жаргоне зовётся «гестапо». В ходе физических тестов от кандидатов могут потребовать пробежать в течение 12 минут расстояние от 1,2 до 3 км, подтянуться или отжаться определённое количество раз. В рамках психотехнического теста кандидаты в течение 2 часов решают задачи на логику и техническую сообразительность, разгадывают головоломки и проходят психотесты. Собеседование со службой безопасности проходит в три этапа: кандидат рассказывает офицеру разведки подробно свою биографию, не скрывая ни единого факта, и излагает ему мотивацию для своей службы, чтобы убедить собеседника в том, что он готов к любым испытанием в Легионе. Рекруты обязаны сообщать о себе достоверную информацию, которую офицеры безопасности смогут проверить: за утаивание какой-то информации или предоставление заведомо ложных сведений кандидата немедленно исключают. Проводящие собеседование с новобранцами сотрудники контрразведки иногда дают кандидатам рекомендации.
Отбор может длиться от трёх до пяти недель. По окончании всех испытаний кандидата либо принимают, либо отказывают ему в приёме, выплачивая небольшую компенсацию из расчёта около €30 в день (ранее некоторые из кандидатов получали сумму в размере около 30 долларов в день). Деньги он получает за выполнение какой-либо работы в виде уборки территории или помещений: в частности, добровольцы могут волонтёрить на виноградниках. Обычно исключаются после каждого теста несколько человек, показавших худшие результаты: некоторым позволяется подать повторную заявку через 3 месяца, полгода, год или полтора года, в то время как другие этого права лишаются пожизненно. Считается, что из примерно 500 человек ежемесячно в среднем около 20 человек проходят все этапы отбора и отправляются на учёбу в Кастельнодари, которая длится четыре месяца.
По данным за 2011 год, из 200 претендентов обычно для учёбы отбирались 10—15 человек, но к 2021 году число допускаемых к дальнейшему обучению выросло до 40—50 человек.

## Юридический статус легионера

### Гражданство Франции
Иностранный легион имеет право набирать в свои ряды граждан любого государства. За время действия контракта с легионом у легионера появляется право запросить вид на жительство во Франции: если же он покинет легион раньше срока, он лишается этого права. Право на получение французского гражданства у легионера появляется, если отслужил добросовестно хотя бы один пятилетний срок или если за три года службы у него был идеальный послужной список. Легионер мог отслужить один пятилетний срок и запросить вид на жительство во Франции, а затем уже самостоятельно подать заявку на получение французского гражданства.
Закон, позволявший легионерам после 5 лет службы «автоматически» получить гражданство, был впервые принят 5 августа 1914 года. В 1920-е годы легионеры, завершившие свой пятилетний контракт, возвращались в Марсель, получая там 10 франков и билет на биржу труда (при идеальном послужном списке им выдавалось всего лишь свидетельство о службе). Также по возвращении в Марсель легионер должен был получить своё удостоверение личности гражданина Франции (фр. carte d'identité), заплатив соответствующий налог, как делали все иностранцы: подобные меры были приняты во избежание массового наплыва иностранцев.
В 1999 году Сенат Франции принял закон, в соответствии с которым легионер, который получит ранение в ходе боевых действий, немедленно приобретёт право на получение французского гражданства — таким образом, он может стать «французом по праву пролитой им крови» (фр. français par le sang versé). Изначально министр юстиции Франции активно выступала против принятия этого закона, однако многочисленные возмущения со стороны ветеранов Легиона привели к тому, что в конце года закон всё же был принят. Легионеры имеют право жениться, если они восстановили свою настоящую личность (по ходатайству, но не ранее чем после одного года службы) или имеют сержантское звание (например Sergent, Sergent-Chef, Adjudant), или звание капрала, старшего капрала (Caporal, Caporal-Chef) после пятилетнего контракта.
В 2020 году издание Daily Storm сообщало, что солдату необходимо отслужить не 5, а 7 лет, чтобы получить право на французское гражданство.
В общественности сложилось заведомо ошибочное мнение о том, что легионеры, согласно нормам международного права, причисляются к наёмникам — в связи с этим за легионерами стали закрепляться прозвища «солдаты удачи», «дикие гуси» и «псы войны». Формально легионеры считаются добровольцами, служащими в рядах действующей французской армии.

### Смена имени и фамилии
С момента образования Иностранного легиона в нём действует традиция, в соответствии с которой легионер имеет право служить не только под подлинными именем и фамилией, но и под псевдонимом. Изначально кандидат в легионеры, заполняя анкету, мог по желанию вписать как свои подлинные имя и фамилию, так и псевдоним, а иногда он даже менял собственный возраст. При заполнении анкеты иногда он указывал соображения, которыми руководствовался, вступая в Легион. Ранее смена имени делалась для того, чтобы спрятать человека вне зависимости от того, имел ли он проблемы с законом или нет, однако в настоящее время это является не более чем данью традиции. В наши дни при вступлении в легион почти никто не указывает другое имя или фамилию, поскольку контрразведывательные службы способны в любом случае проверить и установить личные данные каждого из желающих.
Вступивший в ряды Легиона новобранец получает так называемый Anonymat, который содержит его новое имя и фамилию, место и дату рождения, а также новые имена родителей. Все эти данные вносятся в служебный паспорт (Carte d’identité militaire) легионера. В течение первых трёх лет службы легионер может либо вернуть своё старое имя, пройдя процедуру «ратификации», либо принять новое имя (Anonymat), которое он получил во время зачисления в ряды Легиона. При подаче документов на гражданство Франции человек, сохранивший прежнее имя, всё ещё имеет возможность сменить фамилию: ему предлагают список из фамилий, начинающихся на ту же букву, что и его прежняя. В случае смены имени и фамилии легионер должен предоставить все требующиеся для этого оригиналы документов, к тому же у него должны быть серьёзные основания для принятия такого решения.

### Зарплаты и пенсии
Многих кандидатов в легионеры прельщали и прельщают до сих пор утверждения о высокой зарплате военнослужащих Иностранного легиона. По данным за 2008 год, новобранец со стажем 10 месяцев, служивший на территории Франции, ежемесячно получал зарплату в размере 1 тысячи евро, но в случае командировки в Африку (например, в Джибути) его зарплата вырастала до 2500 евро. Парашютисты получали около 1800 евро во Франции и свыше 3 тысяч евро во время командировки в Африке ежемесячно. Сержант-шеф получал около 1800 евро ежемесячно, служа на территории Франции. Офицеры высокого ранга могли получать зарплату до 5 тысяч евро, однако у легионеров она также рассчитывалась с учётом количества детей. После выхода на пенсию легионер получает дополнительную пенсию в размере 800 евро, которая также зависит от того, где он служил и сколько времени (у парашютистов учитывалось количество прыжков). У каждого из легионеров существует свой банковский счёт, на который начисляются деньги за время его службы.
По данным подофицера Иностранного легиона Дмитрия Васильева от 2016 года, зарплата рядового бойца составляла 1200 евро, а офицера — 5 тысяч евро при том, что легионеру постоянно приходилось участвовать в миротворческих миссиях в разных горячих точках. В 2019 году газета «Комсомольская правда» в заметке о гибели 43-летнего белорусского легионера старшего сержанта Андрея Жука, служившего в легионе с 2008 года, писала, что базовая ставка легионера составляет 1350 евро, а по ходу службы в разных местах ему также могут выплачиваться полигонные и командировочные, в связи с чем размер зарплаты может вырасти даже вдвое (за службу в горячих точках полагается ещё более высокая зарплата).
В 2020 году в интервью изданию Daily Storm некий русский легионер сообщал, что базовый оклад солдата составляет 1400 евро, во время учений на территории Франции легионеры получают около 70 евро в день, а при участии в самых сложных операциях им полагается оклад в размере 3300 евро в месяц. В 2021 году ещё один выходец из СССР, служивший в 1990-е годы в Иностранном легионе, в интервью газете «Московский комсомолец» заявил, что служившие в Джибути легионеры получали зарплату, эквивалентную сумме в размере от 1200 до 1800 долларов США, а служившие во Франции получали зарплату в размере от 1000 до 1200 долларов США. Также в 2021 году киргизский легионер Канимет Жапаров утверждал, что в начале службы получал оклад в размере 1300 евро, но после перевода в воздушно-десантное подразделение его зарплата выросла до 2000 евро.
Легионер, отслуживший хотя бы один контракт, может просить о предоставлении ему места в специальном доме для ветеранов легиона, основанному в 1953 году (во время Индокитайской войны) для легионеров, раненых в бою.
До 1996 года легионерам требовалось отслужить 15 лет в легионе, чтобы получить право на пенсию; позже в связи с пенсионной реформой, затронувшей вооружённые силы Франции, этот срок вырос до 19,5 лет.
По состоянию на 2021 год легионер, отслуживший 17 лет в легионе, досрочно выходит на пенсию, в то время как отслужившие 5—6 лет будут получать пенсию несколько позже. Легионеры, вышедшие давно на пенсию и проживающие в доме престарелых ветеранов Иностранного легиона, полностью находятся на попечении у Легиона: за ними ухаживают волонтёры. Легионер, который после службы не может найти работу, некоторое время получает от французского правительства ежедневное пособие в размере 30 евро.

## Боевая подготовка

### Обучение в Кастельнодари
Новобранцы, успешно прошедшие вступительные тесты в Обани, проходят затем четырёхмесячное обучение в Пиренеях — в городе Кастельнодари, который расположен недалеко от Тулузы и в котором расквартирован 4-й иностранный полк. Обучение легионеров предусматривает серьёзную подготовку в учебном лагере: бойцы изучают оружие, тактику, историю легиона, а также французский язык. Во время предварительного отбора кандидатам, которые не знают французский, можно было что-то объяснить на их родном языке: им с переводом помогали легионеры, знавшие язык кандидата. Но с первого момента службы в Легионе любые разговоры и обучение ведутся исключительно на французском языке: язык, на котором общаются легионеры, является в некотором роде специфическим.
Изучение языка начинается с устава Французского Иностранного легиона, кодекса легионера и гимна Легиона: также в качестве метода обучения используется разучивание официальных песен того или иного полка, среди которых есть и песни на немецком языке. В подавляющем большинстве случаев капралы и сержанты наказывали тех, кто не общался на французском во время обучения или службы: так, за каждое слово, произнесённое не на французском, легионера могли обязать отжаться 100 раз, а иногда наказанию подвергалась вся рота. Считается, что к концу первого года службы каждый легионер обязан знать не менее 500 французских слов. В конце обучения каждому легионеру, успешно прошедшему курсы, торжественно вручается белый кепи (кепи-бланк).

### Дисциплина
Важнейшим компонентом службы в Иностранном легионе является крайне жёсткая дисциплина. Девиз легиона «Legio Patria Nostra» подразумевает, что легионер служит не столько Франции, сколько самому Легиону, и этот тезис внушается каждому легионеру на уровне «Легион — твоё отечество и твоя семья». Легионер обязан служить Французской Республике, выполнять любой приказ своего начальства и строго соблюдать дисциплину вне зависимости от того, в каком конфликте участвует Легион. В 1920-е годы распорядок дня легионеров был следующим:
- 5:00. Подъём. Постели оставались открытыми до обеда для проветривания и для осмотра дежурного. После умывания дежурный по комнате приносил кофе без сахара («чёрную воду»), начинались строевые занятия.
- 10:00. Обед. В меню легионера входили суп с куском мяса или рыбы, овощи и 0,25 л вина, разбавленного водой.
- После обеда проводилась общая работа: чистка картофеля, уборка помещения и укладка кроватей по уставу. На полке у легионера должен быть строго сложен «пактаж» (всё личное имущество) на случай инспекторского смотра в любой момент. Перед строем легионеров читается также «рапорт» — список приказов, распоряжений начальства, наряды.
- 13:00. Строевые занятия до самого вечера.
- 18:00. Ужин, отличающийся от обеда только меньшими порциями.
- До 21:00 свободное время: легионер может отлучаться из казармы или заняться своими делами. Каждый, кто отлучается в город, должен быть одет опрятно и чисто. С 1 по 15 числа каждого месяца пуговицы шинели застёгивать на правую сторону, с 15 по 1 числа — на левую сторону.
- 21:00. Дежурный подофицер (фр. sousofficier) производит проверку: все, кто не разделся и лёг, должны стоять у кроватей.
- 21:30. Сигнал «гасить огни» и отбой.

По словам служившего в 1920-е годы русского поручика Д., новобранцев нередко пугали рассказами об избиении легионеров и о шпицрутенах как элементах старой муштры. Однако сам автор утверждал, что офицеры не били легионеров, в отличие от капралов и сержантов, которые могли пойти на такое во время уборки казарм или на работах. С самого начала службы сержанты оказывали физическое и моральное давление на новобранца, внушая ему отказ от индивидуальности как один из принципов работы Легиона, отправляя его выполнять самую грязную работу и порой не брезгуя рукоприкладством. За малейшее нарушение следовало немедленное наказание провинившегося: ему могли назначить наряды вне очереди на дежурства и на работы, а иногда лишить права на отлучку (фр. consigne), заставляя виновного по каждому сигналу являться к дежурному офицеру на так называемый «пост охраны» (фр. Poste de Police).
Самым распространённым было тюремное заключение на 4, 8, 15, 30 и 60 суток в зависимости от тяжести нарушения и уровня командира, который уличил нарушителя. Чем выше статус командира, тем больше суток он мог дать нарушителю. Те, кто попадал в тюрьмы, жили в отдельных карцерах, которые запирались на ночь, а днём таскали на себе мешки с песком или камнями в условиях жары до 60 градусов. Получить для заключённого наряд считалось счастьем с учётом того, что арестованных недокармливали. Однако даже после освобождения заключённые таили злобу на офицеров, которые фактически были их надсмотрщиками: имели место случаи, когда таких офицеров легионеры сбрасывали с корабля в воду. Пьяный дебош в казарме наказывался строго, однако устроивших его за пределами воинской части в большинстве случаев вообще не наказывали.
В XXI веке распорядок дня в Легионе не отличается от армейского распорядка дня вооружённых сил любой страны мира:
- 6:00. Подъём на перекличку, умывание и завтрак.
- 7:15. Построение и уборка территории.
- 7:30. Полуторачасовые тренировки (в рамках тренировок ежедневно солдаты пробегают до 10—15 км), душ и переодевание.
- 9:30. Основные занятия.
- 12:00. Обед. Свободное время до 14:00.
- 14:00—18:00. Тренировки и занятия по разным дисциплинам.
- Ужин и два часа личного времени.
- 21:00. Построение и получение заданий на следующий день.
- 22:00. Отбой и сон.

### Борьба против дезертирства
Поскольку уволиться из Легиона было крайне сложно, многие пытались дезертировать. По словам Эрнста Юнгера, одним из любимых мест для дезертирства был Суэцкий канал: когда корабль с легионерами проходил по каналу, дезертирам достаточно было спрыгнуть с судна и доплыть до берега. Оказавшись на нейтральной территории, они рвали все отношения с легионом. Однако Легион принимал все меры для того, чтобы поймать и наказать дезертиров. Задержание и возвращение каждого из легионеров обретало публичный характер: пойманного встречали злорадными выкриками, а сам он рассказывал подробности своего побега.
По воспоминаниям поручика Д., опубликованным Николаем Рыбинским в белградском русскоязычном журнале «Новое время», имели место случаи массовых побегов. В 1920 году взвод легионеров, служивших на границе с испанским Марокко, перешёл границу и сдался испанским властям в полном составе. Никто из перешедших не был выдан, а сержант затем перебрался в Америку. В 1923 году случай повторился с другим взводом: хотя никто из перешедших не был выдан, их дальнейшая судьба осталась неизвестной. Арабские легионеры при первой возможности сбегали к марокканским племенам. Также имел место случай, когда немец сбежал к марокканцам, затем добровольно вернулся в Легион и был наказан: его раздели догола и привязали к пушке, заставив его пробыть в такой позе два дня, прежде чем он предстал перед судом.
Согласно писателю Гюнтеру Галле, в послевоенные годы одну группу дезертиров за попытку бегства на броневике задержали спаги, которые перенаправили беглецов в Уджду, где тогда располагался гарнизон 1-го иностранного полка, и заставили их «печатать шаг» и прыгать: провинившиеся делали это, будучи раздетыми по пояс и нося на спине походные сумки, у которых вместо ремней были телефонные провода, а сами сумки были доверху набиты камнями. Позже их заставляли ползать на четвереньках во дворе казармы, а командир гонял их хлыстом. Если это происходило на асфальте в сильную жару, то падавшие от изнеможения легионеры ещё и зарабатывали себе серьёзные ожоги.
В середине XX века практика побоев в отношении дезертиров была окончательно пресечена, и в настоящее время склонных к дезертирству пытаются удержать в Легионе долгими разговорами и убеждениями. Как правило, большую часть дезертиров составляют те, кто не выдерживает учебные курсы в Кастельнодари, но именно с их подачи в общественности распространяются слухи якобы о не искоренённой до сих пор «дедовщине» в Легионе. Если же боец хочет уволиться из легиона, то официальная процедура увольнения для него будет достаточно долгой и трудоёмкой, но офицеры в большинстве случаев не пытаются удерживать силой таких бойцов.

### Физическая и огневая подготовка
Новобранцы, которые успешно прошли обучение в Кастельнодари, распределяются по полкам в зависимости от потребностей легиона и уровня подготовленности каждого бойца. Легионеры из полков, дислоцированных во Франции, регулярно отправляются на учения и в командировки в Джибути, Французскую Гвиану и на остров Реюньон. Те, кто служат в Гвиане, проходят специальные курсы выживания в условиях экваториального леса, однако эти курсы не обходились без пострадавших (обычно они получали ранения или царапины, которые из-за высокой влажности плохо заживали). Служившие в Джибути нередко попадали в больницу из-за страшной жары. Обычно командировка длится около 4 месяцев. Отбор в горнострелковые части является крайне жёстким, однако прошедшие его бойцы становятся полноценными военнослужащими 27-й горнострелковой бригады Легиона.
Для поддержания физической формы легионеры регулярно посещают тренажёрный зал, а также занимаются в специализированных секциях (в том числе по боевым искусствам): навыки боевых искусств они демонстрируют в ходе показательных выступлений на праздниках. Огневую подготовку бойцы проходят, оттачивая стрельбу из любого оружия, начиная от автоматов типа FAMAS и снайперских винтовок и заканчивая противотанковыми комплексами. О боевой готовности номер один бойцы парашютных частей информируются за трое суток (максимум за сутки), получая сведения о том, где именно им предстоит вступить в бой: это позволяет им подготовить нужное снаряжение. У легионеров есть клич «Легион, ко мне!», который является сигналом о помощи: услышавший этот клич легионер обязан помочь своему сослуживцу, чего бы это ему ни стоило.
В обучение и образование бойцов легиона вкладываются крупные средства: так, некоторые из легионеров проходили дополнительные курсы обучения на электрика, инструктора горных лыж и альпиниста, стоимость этих курсов может достигать 40 тысяч евро. Также во время прохождения службы легионер может получить французское среднее или высшее образование.

### Медицинская помощь и питание
Большинство повреждений, которые получали легионеры во время командировок — это травмы, причём парашютисты чаще всего получали вывихи и растяжения. Легионеры, которые проходили службу в Джибути, нередко получали серьёзные солнечные удары из-за царившей там жары: зимой дневная температура воздуха составляла от 30 до 40 градусов Цельсия, летом достигала 60 градусов, но даже ночью жара не спадала. В то же время любые серьёзные травмы тщательно проверяются: командование выясняет, при каких обстоятельствах была получена травма и кто виноват в её получении. В случае серьёзного ранения легионера немедленно эвакуируют в больницу легиона во Францию. Смерть легионера расценивается в Легионе как чрезвычайное происшествие: как правило, на место происшествия прибывает комиссия и проводит расследование.
Ограничений в еде для легионеров, как правило, нет. На завтрак бойцам предлагаются хлеб, фрукты, каши, мюсли, йогурты, сыр и мясо, в качестве гарнира предлагаются овощи, в качестве напитков — кофе, сок или кола. На обед легионерам подают супы, мясо, котлеты, картошку и макароны. Ужин отличается от обеда лишь отсутствием супов. На территории Легиона свободно продаются крекеры, кофе и кола. В канун католического Рождества повара Легиона готовят сытные блюда (например, пирог с красной рыбой): даже по оценкам тех, кто только пытался пройти отбор в Легион, приготавливаемые поварами Легиона блюда сопоставимы с блюдами кухни парижского отеля Риц.

## Доля иностранцев
Все солдаты и частично сержанты Иностранного легиона исторически комплектовались из иностранцев, в то время как командный состав был представлен исключительно французами. Все должности офицеров в Легионе занимают кадровые военные французской армии, специально выбравшие легион для прохождения службы.
После попытки военного переворота 1961 года и расформирования 1-го иностранного парашютно-десантного полка было принято новое правило: не менее половины бойцов Иностранного легиона должны быть французами. По состоянию на 1980 год в легионе было 40 % французов, 15—20 % британцев, 10—15 % немцев, 7 % африканцев, 4 % скандинавов и 4 % славян.

### Русские
За историю существования Иностранного легиона в его рядах служило достаточно много русских, большую часть которых составляли представители Белой эмиграции. Считается, что в течение XX века наибольший приток добровольцев из России в легион пришёлся на 1914, 1920 и 1993 годы. После Первой мировой войны в легион вступили около 10 тысяч солдат, среди которых были бойцы Русского экспедиционного корпуса, воевавшего во Франции против Германии, и солдаты Русской армии Врангеля. Русские бойцы в составе Легиона участвовали в боях против берберов, туарегов и иных племён Северной Африки. По некоторым оценкам, из 32 тысяч иностранных добровольцев, служивших в Легионе в Первую мировую войну, около 4 тысяч составляли подданные Российской империи.
Русские легионеры участвовали во многих сражениях Второй мировой войны против немцев, в том числе и под Нарвиком. После Второй мировой войны часть советских военнопленных предпочла не возвращаться на родину, а продолжить службу именно в Легионе. Очередной поток добровольцев из бывшего СССР пришёлся на 1990-е: количество желающих вступить в ряды Иностранного легиона было настолько огромным, что командование вынуждено было постоянно отказывать многим кандидатам из-за их национальности. В дальнейшем интенсивность подачи заявок снизилась. Доля русскоязычных бойцов, согласно разным источникам, в Иностранном легионе достигает 40 %.

### Немцы
Известно, что немцы проходили службу в Иностранном легионе ещё в начале XX века. Эрнст Юнгер в автобиографической повести «Африканские игры» упоминал выходцев из Эссена, Бремена, Кёльна и Брауншвейга. Также он писал, что немецкоговорящие легионеры (немцы, австрийцы и швейцарцы) в какой-то момент составляли более трёх четвертей рядового состава. Согласно письму легионера М. Чубюка от 22 июля 1920 года на имя Н. А. Палчевского, 85 % сержантов и капралов Легиона были немцами, а Николай Рыбинский, приводя в 1926 году свидетельства поручика Д., указывал, что 75 % личного состава иностранного легиона были немцами.
Существуют сведения, что после Второй мировой войны значительную долю легионеров составляли немцы, служившие прежде в вермахте, Ваффен-СС и гестапо. В разных источниках приводятся разные цифры: согласно немецким источникам, эта доля варьировалась от 60 до 80 % личного состава легионеров; по оценке военного историка Бернарда Фолла, она не превышала более 35 %. Поскольку архивы Легиона закрыты, определить точную долю не предоставляется возможным. Также на этом фоне распространены слухи, что немецкие кандидаты в легионеры в плане национальностей записывались как австрийцы, швейцарцы, бельгийцы и т. д., не указывая свои подлинные данные.
Наследием вступления в легион бывших военнослужащих войск СС является то, что одной из официальных песен Легиона является «Чёртова песня» (текст является новым, однако в нём звучат слова: Fidélité est notre Loi, что является перефразированным лозунгом СС Meine Ehre heißt Treue).
Согласно предисловию к роману Гюнтера Галле «Иностранный легион», выполненному советским «Издательством иностранной литературы», после войны в легионе оказывались как простые солдаты вермахта, которым не удалось найти в Западной Германии какую-либо работу и начать новую жизнь, так и обычные молодые немцы, которых вербовщики с помощью всяческих уловок завлекали в легион, не брезгуя и спаивать их. В частности, он сообщал, что вербовщики Легиона добились того, что в первые послевоенные годы в легионеры записались уроженцы Виллингена, Ландау, Кобленца, Гермергсейма, Келя и Оффенбурга. В 2006 году немцы составляли лишь 2 % личного состава Легиона.

### Прочие иностранцы
После войны в рядах Легиона также служили бывшие бойцы движения Сопротивления из разных европейских стран: Франции, Югославии и Польши. Часть этих иностранцев участвовали в сражении при Дьенбьенфу: распространена легенда, что именно в этом бою погибли большинство легионеров, прежде служивших в вермахте. После падения Берлинской стены в Легион стали активно прибывать выходцы из стран социалистического лагеря: изначально из восточноевропейцев туда активнее всего ехали поляки, позже их сменили выходцы из Югославии, а затем и уроженцы бывших советских республик. В 2018 году, по данным газеты Le Temps, до 40 % легионеров были выходцами из бывшего СССР: все они, как и другие легионеры, участвуют в операциях в горячих точках.
Подавляющая часть польских легионеров, вступивших в Легион после Второй мировой войны, не приняла жизнь в коммунистической Польше. Среди этих легионеров были как демобилизованные солдаты Войска польского, так и гражданские лица от остарбайтеров до узников немецких концлагерей, а также уехавшие из страны в поисках лучшей жизни. Некоторые из легионеров возвращались домой либо по своей воле, не приняв жизнь на Западе, либо же в качестве репатриированных пленных (часть легионеров попала во вьетнамский плен в Индокитае). Отношение Службы безопасности ПНР к легионерам было холодным, поскольку их могли расценивать как потенциальных шпионов или даже как изменников родине, служивших в армии капиталистического государства. По данным Службы безопасности ПНР на 1987 год, в Легионе служили всего 64 гражданина Польши. В то же время польские спецслужбы не стремились массово преследовать легионеров, надеясь от наиболее отличившихся из них получить ценную информацию о состоянии Вооружённых сил Франции. В Польше действует официальное Объединение ветеранов и друзей Иностранного легиона (пол. Stowarzyszenie byłych żołnierzy i przyjaciół Legii Cudzoziemskiej w Polsce).
К 2011 году доля русскоговорящих легионеров достигала четверти при том, что англоговорящие составляли 5 % от личного состава, а немецкоговорящие — 4 %. Также в легионе служили выходцы из Китая, Японии, Финляндии, американских государств и африканских республик — в том числе тех республик, которые прежде были французскими колониями.
В настоящее время восточные европейцы образуют самую большую группу (около одной трети) среди легионеров. Четверть — южноамериканцы. Пятая часть легионеров — на самом деле французы, которые получили новую личность (то есть — имя, документы, гражданство) и теперь числятся канадцами, бельгийцами, люксембуржцами или монегасками.
С 1831 по 2014 годы в рядах Легиона прослужило около 60 тысяч итальянцев.
На момент окончания Первой мировой войны, по словам подполковника испанской армии Хосе Мильяна Астрая, до четверти личного состава Легиона составляли испанцы.
В настоящее время в Легионе относительно малую долю составляют легионеры-мусульмане: в связи с ростом угрозы от исламских экстремистских организаций в Легионе проводится особо тщательная проверка всех мусульман-кандидатов на службу. Многие из них отсеиваются ещё на начальном этапе как склонные к переходу на сторону врага. В то же время из кандидатов активно отсеиваются лица, симпатизирующие праворадикальным организациям.
В 2022 году по сообщению агентства Франс-Пресс, после начала российского военного вторжения некоторые украинцы, проходившие службу в рядах иностранного легиона (по состоянию на февраль 2022, из 9500 легионеров 710 — украинцы), вернулись в Украину для защиты страны.

## Вооружение и военная техника
Вооружение и военная техника Легиона аналогична ВВТ механизированной пехоты и бронекавалерии Сухопутных войск Франции, за исключением инженерного полка Легиона.
В 1860-е годы основным оружием легионера была нарезная винтовка Минье образца 1859 года. Во время Первой мировой войны и в последующие годы основным оружием была 8-зарядная винтовка Lebel M1886 (каждый легионер получал по 120 патронов к ней).
Во второй половине XX века и в начале XXI века в качестве основного оружия использовался автомат FAMAS, который позже стали заменять на автомат HK416.
Для огневой поддержки в настоящее применяются пулемёты FN Minimi, FN MAG или AA-52. Снайперы используют снайперские винтовки FR-F2 и Barrett M82. Для борьбы с бронетехникой противника легионеры используют ПТРК «Милан», для артиллерийской поддержки — 120-мм буксируемый миномёт МО-120-РТ. Традиционно легионер носит также комплект экипировки пехотинца FELIN и пулезащитный шлем SPECTRA, принятые на вооружение ВС Франции.
Из образцов штатной для легионеров бронетехники выделяются следующие:
- AMX-10RC — колёсный танк, вооружён 105-мм нарезной пушкой F2. Выполняет роль разведывательной машины, способной также к борьбе с вражеской бронетехникой.
- VBCI — колёсная боевая машина пехоты 1970-х годов. Основное вооружение состоит из 25-мм автоматической пушки и спаренного с ней 7,62-мм пулемёта.
- VAB — бронетранспортёр, вооружён одним пулемётом калибра 12,7-мм в турели.

В распоряжении Легиона отсутствует тяжёлая техника наподобие основных боевых танков или вертолётов.

## Униформа и символика
Иностранных легионеров можно узнать по их белому кепи (фр. Képi blanc), которые носит обычно рядовой состав. Цвет берета в Легионе зелёный (Béret vert) и значок (Insigne béret) носят, как во всей французской армии, справа. В Иностранном легионе все военнослужащие от рядового легионера до генерала носят легендарные ботинки «Rangers», которые с 1952 года производят на обувных фабриках в Marbot (Neuvic), Argueyrolles (Vitre), Bally (Moulins) и Tortora (Marseille).
В парадную форму легионеров также входит голубой шерстяной шарф длиной 4,2 м и шириной 0,4 м: их стали носить с 1930 года легионеры в Алжире, чтобы защититься от переохлаждения холодными ночами в пустыне. Пионеры Легиона отличаются от других легионеров тем, что на парадах всегда выходят с бычьими фартуками и несут на плечах топоры. Всё своё обмундирование легионеры должны содержать в порядке за свой счёт в течение срока службы в Легионе.
В целом уровень экипировки легионеров оценивается как высокий, хотя при этом даже современным легионерам выдают старое обмундирование, выпущенное в 1960-е годы.
Герб Легиона — граната с семью языками пламени. Цвета легиона — зелёный и красный. (Зелёный символизирует страну, красный — кровь. Если подразделение легиона находится в бою, то треугольный вымпел Легиона вешается так, чтобы красная сторона была наверху: «Кровь на стране»). Девиз легиона: «Легион — наше отечество» (лат. Legio Patria Nostra). Для более полного внедрения этого лозунга в сознание каждого легионера его контакты с внешним миром в первые пять лет службы ограничиваются и контролируются — Легион действительно становится для легионера семьёй и домом.
Главным маршем Иностранного легиона является песня «Le Boudin», которая исполняется на всех маршах или же поётся в стойке «смирно!».
Ещё одной особенностью является типичный темп маршировки легионеров со скоростью 88 шагов в минуту против 120 шагов в минуту у других армейских подразделений. Эта традиция является отражением службы Легиона в Северной Африке: в африканских районах дислоцирования часто были песчаные почвы, что затрудняло марш с большим темпом.
На параде 14 июля в День взятия Бастилии легионеры, в отличие от других воинских частей Франции, всегда идут одной единой колонной, которая символизирует единство солдат Иностранного легиона.

## Организации бывших легионеров
Хотя число немцев в Иностранном легионе сейчас невелико, ввиду значительного числа бывших легионеров, в Германии существуют десятки клубов и организаций бывших иностранных легионеров (Amicale des Anciens de la Légion étrangère), которые в большинстве состоят из легионеров, которые служили в Индокитае и Алжире.
Они регулярно встречаются, заботятся о традиции и ездят на разные праздники во Францию. В большинстве этих организаций принимают и людей, которые никогда не служили в Легионе. Дезертиры и выгнанные из Легиона не принимаются. По этой причине каждый новый член (если это бывший легионер) проверяется Федерацией обществ ветеранов Иностранного легиона (фр. Fédération des Sociétés d’Anciens de la Légion Étrangère).

## Влияние на армии мира

### Аналоги легиона
В 1917 году в Испании возникла необходимость создания подразделения, схожего с Французским Иностранным легионом в плане возможности несения службы во владениях в Северной Африке. В 1919 году подполковник Хосе Мильян Астрай посетил части Французского Иностранного легиона в Алжире, изучая французский опыт. 28 января 1920 года королём Альфонсо XIII был подписан указ об учреждении в составе испанской армии Иностранной терции (исп. Tercio de Extranjeros), которая позже стала известна под названием «Испанский легион». Сходство с Французским Иностранным легионом также было в том, что руководство Легиона приглашало на службу мужчин в возрасте от 18 до 40 лет, предлагая им высокую по тем меркам зарплату, требуя из документов только медицинское заключение о годности к воинской службе и не спрашивая ни имён кандидатов, ни их происхождения, ни их прошлого. Для широкой публики его называли «испанским Иностранным легионом», однако слово «иностранный» было включено большое по политическим мотивам. Костяк этого легиона оставался испанским, хотя среди его личного состава иногда встречались иностранцы (в том числе во время Гражданской войны в Испании).
В 1996 году Секретарь Совета Безопасности Российской Федерации генерал Александр Лебедь предложил создать подразделение в составе Вооружённых сил Российской Федерации под названием «Российский легион», которое выполняло бы специальные задания по ликвидации террористических движений, представляющих угрозу национальной безопасности России (в основном исламских террористов на Северном Кавказе). Он предложил приглашать для службы в этом подразделении иностранцев — сербов (граждан Союзной Республики Югославия и жителей Республики Сербской) и армян как лиц, «на себе испытавших притеснения турок и освобождённых только благодаря России». Идея Лебедя не получила поддержки, а глава МВД Анатолий Куликов и вовсе обвинил Лебедя в использовании Легиона как прикрытия для организации государственного переворота в свою пользу.
В 2014 году депутат Государственной думы Российской Федерации от ЛДПР Роман Худяков обратился в Министерство обороны с предложением создать в структуре Вооружённых сил Российской Федерации аналог французского Иностранного легиона для обеспечения безопасности в Средней Азии и борьбы против террористов ИГИЛ в этом регионе.

## Художественный образ
См. также Категория:Французский Иностранный легион в популярной культуре
Ветеран легиона Персиваль Рен создал романтизированный образ легиона, получивший широкую популярность в массовой культуре, в своей трилогии «Beau Geste» (1924), «Beau Sabreur» (1926) и «Beau Ideal» (1928). Первый и наиболее известный из этих романов, «Красавчик Жест», был переведён на русский язык в 1928 г. С. Колбасьевым под названием «Похороны викинга». В 1939 г. роман был экранизирован в Голливуде (в главной роли — Гари Купер).
В 1930-е и 1940-е гг., когда этот романтический образ был наиболее востребован, романы об Иностранном легионе писали также Эдгар Райс Берроуз («Тарзан и „Иностранный легион“» из цикла книг о Тарзане), Енё Рейтё («Невидимый легион» и «Три мушкетёра в Африке») и Виктор Финк («Иностранный легион»). К тому же времени относится неоромантический стихотворный цикл Туроверова.
Писатель и философ Эрнст Юнгер является автором автобиографической повести «Африканские игры» (1934), главный герой которой — школьник Герберт Бергер — сбегает из школы, пересекает франко-германскую границу и записывается в ряды военнослужащих Иностранного легиона.
Во Франции регулярно выпускается журнал Képi Blanc об истории Иностранного легиона, в котором публикуются материалы по истории костюма, боевом пути Легиона, судьбах отдельных легионеров и фотоматериалы. К каждому выпуску прилагается фигурка оловянного солдатика. Художником журнала является уроженец России Евгений Пономарёв, который отслужил два года в десантном полку в Кубинке, прежде чем перейти в Иностранный легион (к 2010 году он отслужил 10 лет).

### На русском
- Сергей Балмасов. Иностранный Легион. — М.: Яуза, 2004. — ISBN 5-699-06982-8.
- Юрий Басистов. Легионеры со «стёртым» прошлым // Секретные материалы 20 века. — 2012. — № 7 (341).
- Жан Брюнон, Жорж Маню. . — История элитных войск: Иностранный легион 1831—1955. — М.: Изографус, 2003.
- Михаил Быков. Имя им — Легион // Русский мир. — 2008. — № 8. — С. 88—93.
- Г. Галле. Иностранный легион = Légion Étrangère / перевод с немецкого М. Абкиной, Г. Кычаковой и В. Розанова. — М.: Издательство иностранной литературы, 1954.
- В. В. Журавлёв. Повседневная жизнь Французского Иностранного легиона: «Ко мне, Легион!». — М.: Молодая гвардия, 2010. — 347 с. — ISBN 978-5-235-03355-9.
- Василий Журавлёв. Имя им — Легион // Огонёк. — 2010. — 17 мая (№ 19). — С. 48.
- Фёдор Максимов. Французский легион. Франция ждет диких гусей // КоммерсантЪ. — 1996. — 29 июня (№ 110). — С. 20.
- Николай Рыбинский, опубликовала В. П. Хохлова. Под небом Африки. Русские во французском Иностранном легионе // Восточный архив. — 2017. — № 2 (36). — С. 29—37.
- Николай Рыбинский, опубликовала В. П. Хохлова. Под небом Африки. Русские во французском Иностранном легионе // Восточный архив. — 2018. — № 1 (37). — С. 51—59.
- А. А. Соколов. Деятельность «Союза русских государевых людей» в Индокитае (1925-1928) // Юго-Восточная Азия: актуальные проблемы развития. — 2009. — № 12. — С. 260—277.
- Ольга Толкачёва. Война за наличный расчёт // Коммерсантъ Деньги. — 2008. — 9 июня (№ 22). — С. 42.
- В. П. Хохлова. «По пустыне, по Сахаре высунув язык!» Русские во французском Иностранном легионе в начале 1920-х годов // Восточный архив. — 2013. — № 2 (28). — С. 40—57.
- М. К. Чиняков. Волонтеры французского Иностранного легиона в период Первой мировой войны 1914-1918 гг. // Локус: люди, общество, культуры, смыслы. — 2016. — № 4. — С. 39—50.
- Э. Юнгер. Африканские игры // Иностранная литература  / перевод с немецкого Евгения Воропаева. — 2014. — № 1. — С. 3—75.
- Э. Юнгер. Африканские игры // Иностранная литература  / перевод с немецкого Евгения Воропаева. — 2014. — № 2. — С. 77—135.

### На английском
- Erwan Bergot[англ.]. The French Foreign Legion = La Légion (англ.) / English translation by Allan Wingate. — New York: Chapter, 1975.

### На немецком
- Vor 150 Jahren: Kampf in Mexiko. Ein Arboner kommandierte die Fremdenlegion (нем.) // Bodensee Nachrichten. — 2013. — 12 April. — S. 24. Архивировано 1 апреля 2016 года.
- Paul Bonnecarrère: Frankreichs fremde Söhne — Fremdenlegionäre im Indochina-Krieg. Motorbuch-Verlag, Stuttgart 2000, ISBN 3-613-01144-1
- Rajko Cibic: Geliebte gehasste Legion — Der abenteuerliche Lebensweg eines slowenischen Fremdenlegionärs. Verlag Lutz B. Damm, Jenbach 1996, ISBN 3-85298-020-8
- Peter Hornung: Die Legion — Europas letzte Söldner. Meyster-Verlag, München 1982, ISBN 3-8131-8123-5
- Yers Keller, Frank Fosset: Frankreichs Elite — Legions-Paras und Kommandos, Gendarmerie-Sondereinsatzgruppen GIGN, Kampfschwimmerkommando Hubert. Motorbuch-Verlag, Stuttgart 2001, ISBN 3-613-02103-X
- Peter Macdonald: Fremdenlegion — Ausbildung, Bewaffnung, Einsatz. Motorbuch-Verlag, Stuttgart 1993, ISBN 3-613-01518-8
- Volker Mergenthaler: Völkerschau — Kannibalismus — Fremdenlegion. Zur Ästhetik der Transgression (1897—1936). Tübingen 2005, ISBN 3-484-15109-9
- Eckard Michels: Deutsche in der Fremdenlegion. 1870—1965, Mythen und Realitäten. Schöningh, Paderborn 2000, ISBN 3-506-74471-2
- Guido Schmidt: Der Cafard — Als Fallschirmjäger bei der Fremdenlegion. Motorbuch-Verlag, Stuttgart 1997, ISBN 3-613-01795-4
- David Jordan: Die Geschichte der französischen Fremdenlegion von 1831 bis heute. Motorbuch-Verlag, Stuttgart 2006, ISBN 3-7276-7157-2
- Blaise Cendrars: Wind der Welt. Abenteuer eines Lebens. Suhrkamp, Frankfurt/M. 1990, ISBN 3-518-40262-5
- Friedrich Glauser: Gourrama. Unionsverlag, Zürich 1999, ISBN 3-293-20148-2
- Erich Krieger: Wohin führt dein Weg. Books on demand, Norderstedt 2002, ISBN 3-8311-4395-1
- Philip Rosenthal: Einmal Legionär. Goldmann, München 1987, ISBN 3-442-06679-4
- Peter Eggenberger: Mord in der Fremdenlegion. Appenzeller Verlag, ISBN 3-85882-298-1
- Simon Murray: Tagebuch eines Fremdenlegionärs. Verlag L. B. Damm, Jenbach 1994

### На французском
- Pierre Dufour: La Légion en Algérie. Editions Lavauzelle, Panazol 2002, ISBN 2-7025-0613-5
- Pierre Dufour: La Légion étrangère 1939—1945. Heimdal, Bayeux 2000, ISBN 2-84048-130-8
- Pierre Dufour: La Légion étrangère en Indochine 1945—1955. Lavauzelle, Paris 2001, ISBN 2-7025-0483-3
- Dominique Farale: Mystérieuse Légion Etrangère de 1831 à nos jours. D.I.E. Paris 2005, ISBN 2-914295-16-2

### На других языках
- Zbigniew Truszczyński: Afrykańskie wędrówki z Legią Cudzoziemską. Bellona, Warszawa 2002, ISBN 83-11-09386-5